# Fame (Nayt)
Fame è un singolo del rapper italiano Nayt, pubblicato il 12 ottobre 2018 come secondo estratto dal quarto album in studio Raptus 3.
Il brano vede la partecipazione di MadMan

## Tracce
1. Fame (feat. MadMan) – 3:44

## Classifiche
| Classifica (2019) | Posizione massima |
| ----------------- | ----------------- |
| Italia            | 32                |